# Список Первых секретарей ЦК КП Таджикской ССР
Список Первых секретарей ЦК Компартии Таджикской ССР.
Реальная полнота власти в бывших советских республиках в составе СССР принадлежала не столько главе республики, сколько главе Коммунистической партии — первому секретарю Центрального комитета Коммунистической партии Таджикистана, образовавшейся в 1930 году. Этот пост в Коммунистической партии Таджикской ССР занимали:
| №     | 1-й секретарь ЦК КП Таджикской ССР | Вступил в должность  | Оставил должность    |
| ----- | ---------------------------------- | -------------------- | -------------------- |
| 1     | Мирза Давуд Багир оглы Гусейнов    | февраль 1930 года    | 1933 год             |
| 2     | Григорий Исаакович Бройдо          | 3 ноября 1933 года   | сентябрь 1934 года   |
| 3     | Сурен Константинович Шадунц        | 8 января 1935 года   | декабрь 1936 года    |
| 4     | Урумбай Ашурович Ашуров            | сентябрь 1937 года   | март 1938 года       |
| и. о. | Дмитрий Захарович Протопопов       | октябрь 1937 года    | июнь 1938 года       |
| 5     | Дмитрий Захарович Протопопов       | 31 мая 1938 года     | 31 июля 1946 года    |
| 6     | Бободжан Гафурович Гафуров         | 16 августа 1946 года | 24 мая 1956 года     |
| 7     | Турсунбай Ульджабаевич Ульджабаев  | 24 мая 1956 года     | 12 апреля 1961 года  |
| 8     | Джабар Расулович Расулов           | 12 апреля 1961 года  | 4 апреля 1982 года   |
| 9     | Рахмон Набиевич Набиев             | 20 апреля 1982 года  | 14 декабря 1985 года |
| 10    | Кахар Махкамович Махкамов          | 14 декабря 1985 года | 4 сентября 1991 года |